# Khapsey
Khapsey (khapse) o zhero és una mena de galeta fregida de la gastronomia tibetana i xerpa, que tradicionalment es prepara per les grans festes, especialment per la festa d'any nou tibetà o Losar.

## Elaboració
La massa del khapsey es fa a base de farina, mantega o oli, i sucre, tot i que hi ha variacions on s'afegeix ous o llet. Es poden fer de diferents formes mides, i un cop fregides es solen servir amb sucre per sobre.
Un cop preparats serveixen per realitzar una recepta derivada anomenada txangkol o koedan, que és una mena de sopa dolça on se n'hi aboquen.